# Naakte vrouw met twee hertjes en sperwer
Naakte vrouw met twee hertjes en een sperwer, ook wel Vrouwenfiguur met hinde en een jong hertje, is een beeld van kunstenaar Pieter Starreveld. Het beeld staat naast de banen van tennisvereniging Hoogerheide aan de Ceintuurbaan 2 in Hilversum. 
De vrouw kijkt over haar linkerschouder terwijl een reetje zich met haar kop tegen haar onderarm vleit. Op de opgeheven rechterhand van de vrouw zit een sperwer. Op de sokkel staat de tekst 1918 27 februari 1943, Aangeboden door Philips. Pope. Volt. Philips- van Houten. Johan de Witt. Beide bedrijven waren overgenomen door Philips maar droegen nog een tijd hun eigen naam. Het beeld is gemaakt uit een stuk steen maar miste in 2021 een stukje van een teen en het hertje een stuk staart en oor. 

## 25 jaar NSF
In 1942 kocht Philips voor de sport en ontspanningsclubs van het personeel Villa Hoogerheide aan de Ceintuurbaan 2 in Hilversum. Kunstenaar Starreveld kreeg de opdracht om een beeld te maken als cadeau voor de toen 25 jaar bestaande Nederlandsche Seintoestellen Fabriek van Philips. Het beeld voor de NSF kreeg een plek naast de villa bij tennisclub Hoogerheide. Het beeld stond pal aan tennisbanen in Hilversum en keek uit over de heide naar Bussum. 
Het beeld van Starreveld is gemaakt uit een stuk obernkircher zandsteen in de Amsterdamse steenhouwerij Tetterode. In 1943 droeg het bij oplevering de naam Naakte vrouw met twee reetjes en sperwer, later ook wel Een vrouwenfiguur met hinde en jong hertje. Omdat Starreveld zich in de oorlog weigerde zich aan te sluiten bij de Kultuurkamer liep het beeld gevaar om vernietigd te worden door de Duitse bezetter. Daarom werd het beeld in het geheim naar Hilversum gebracht en werd het, volgens de kunstenaar, begraven in de wijk Trompenberg. In het bedrijfsblad ’Nieuws-golf’ van 1946 staat daarentegen vermeld dat het beeld zou zijn ingemetseld in de garage van de tuinmanswoning van Ceintuurbaan 2. Toen het beeld na de oorlog tevoorschijn kwam kreeg het tijdelijk een plaats op de tentoonstelling 'Kunst in Vrijheid' in het Rijksmuseum te Amsterdam.

## Hoogerheide
Bij terugkeer in Hilversum kreeg het beeld in 1946 een plek naast de tennisbanen. Het beeld werd een mascotte voor de tennisclub. Bij de leden stond het beeld al snel bekend als 'Jachtgodin' of de 'Naakte Jachtgodin'. In het clubblad 'Slagschaduw' werd het pikante beeld door tekenaar Fokker afgebeeld met een jurkje. 
Toen villa Hoogerheide in 1977 door Philips werd verkocht kreeg het beeld een plaats bij haar panden aan de Anton Philipsweg. In 2012 verhuisde Philips van die locatie, waarna het beeld in 2016 terugkeerde naar tennisclub Hoogerheide.